# Twin Spica
Twin Spica (ふたつのスピカ, Futatsu no Supika) é uma série japonesa de mangá e anime seinen escrita e ilustrada por Kou Yaginuma. 

## Sinopse
O acidente com o lançamento do foguete Shishi, cinco anos anterior a cronologia central do enredo, levou a morte de sua tripulação e de milhares de civís em Yuigahama, distrito onde Asumi Kamogawa vive. Uma garota de baixa estatura, Asumi tornou-se orfã de mãe devido ao acidente e seu pai, Tomoro Kamogawa, era um dos projetistas do foguete, desde então tem trabalhado muito com serviços pesados para manter sua vida, bem simples. Desde pequena, Asumi sonha em ser piloto de foguete, com medo de deixar seu pai e do mesmo não poder manter os altos custos do curso de foguetes em Tóquio. Ela quase desiste do seu sonho, porém seu pai se compromete a fazer o possível para tornar seu sonho de ser astronauta realidade. Junto de seus novos amigos: Kei Omi, Marika Shikita (Ukita no original), Shu Suzuki e Shinnosuke Fuchūya (Shin), Asumi entra para o curso de astronauta. Desde a morte de sua mãe ela tem um amigo, o Sr. Leão (Lion-san/RAION-san), um jovem piloto que morreu no acidente do foguete Shishi, e que por coincidência tinha um relacionamento com sua professora de primário. Yūko Suzunari, Sr Leão também já foi amigo de Marika Shikita durante sua infância. Seu Professor, Sr. Sano, foi colega de serviço de Tomoro, pai de Asumi, e queria fazer ela desistir de seu sonho pelo fato de ser filha de Kamogawa. Asumi demonstra que tem um grande coração que abriga até as pessoas que a odeiam. O curso de astronauta era novo, então não havia muitas ferramentas. Asumi gostaria que todos fossem para o espaço. Ela cresceu com Shin, que sempre esteve com ela. Asumi conhece Kei e Marika no quarto onde elas tem a missão de alinhar dominós no peridodo de 7 dias. Shin e Shu, também estão nesse mesmo teste. Durante o teste, uma simulação de foguete é feita, e Asumi perde o controle de si, ficando em estado de choque. Ela é forte e rápida porque desde pequena, ela correu junto do Sr. Leão.

## Personagens
- Asumi Kamogawa: personagem principal. Tem um grande coração e sonha ir para o espaço cósmico.
- Lion-san: amigo de Asumi, morreu no acidente do foguete Shishi. (É um fantasma)
- Marika Ukita: cresceu sozinha e queria para o espaço sozinha, mas Asumi mudou seus pensamentos.
- Shū Suzuki: ele dorme na maior parte do tempo, é muito inteligente, e tem uma quedinha por Asumi. Ele quer ver as estrelas de perto.
- Shinnosuke Fuchūya: também tem uma queda por Asumi, cresceu com ela e sonha em soltar fogos de artificios no espaço.
- Kei Ōmi: não é muito inteligente, é a melhor amiga de Asumi, e não gosta muito de Marika. Sonha em pisar na lua

## Vozes no anime
| Personagem         | Japonês            | Português                          | Inglês |
| ------------------ | ------------------ | ---------------------------------- | ------ |
| Asumi Kamogawa     | Akiko Yajima       | Tarsila Amorim                     |        |
| Lion-san           | Takehito Koyasu    | Sérgio Rufino                      |        |
| Marika Ukita       | Akiko Kimura       | Agatha Paulita                     |        |
| Shinnosuke Fuchūya | Toshiyuki Toyonaga | Fábio Lucindo                      |        |
| Kei Ōmi            | Fuyuka Ōura        | Priscila Ferreira                  |        |
| Shū Suzuki         | Yuki Kaida         | Silas Borges                       |        |
| Tomorō Kamogawa    | Kenyu Horiuchi     | Leonardo Camilo Marcelo Pissardini |        |
| Yuku Suzunari      |                    | Suzy Pereira                       |        |
| Kyōko Kamogawa     | Hiroko Kasahara    | Letícia Quinto                     |        |
| Ringo Sakashita    | Junko Ishī         | Raquel Marinho                     |        |
| Kasane Shibata     | Tomoe Hanba        | Flora Paulita                      |        |
| Sano-sensei        | Yasunori Masutani  | Luiz Laffey                        |        |

## Trilha Sonora
Tema de Abertura
- "Venus Say" (Venus Diz)
  - Letras: Haruichi Shindou
  - Composição e arranjos: Akimitsu Honma
  - Performance: Buzy

Tema de Encerramento
- "Miagetegoran Yoru no Hoshiwo" (見上げてごらん夜の星を Olhe para as estrelas na escuro céu da noite)
  - Letras: Rokusuke Ei
  - Composição: Taku Izumi
  - Arranjos e performance: BEGIN